# Orthocladius appersoni
Orthocladius appersoni är en tvåvingeart som beskrevs av Soponis 1977. Orthocladius appersoni ingår i släktet Orthocladius och familjen fjädermyggor. Inga underarter finns listade i Catalogue of Life.